# 自由統一黨
自由統一黨（英語：Liberal Unionist Party）是英國的一個歷史上的政黨。自由統一黨成立於1886年，是一個從自由黨分裂出的政黨，成員大多是在愛爾蘭問題上反對愛爾蘭自治的自由黨人士。在1886年英國大選時，自由統一黨獲得了77個議席。1895年，自由統一黨和保守黨合作，共同創建了統一黨（Unionist Party），但兩黨並未完全合併。1912年，自由統一黨正式被保守黨吸收合併。